# Jutta Limbach

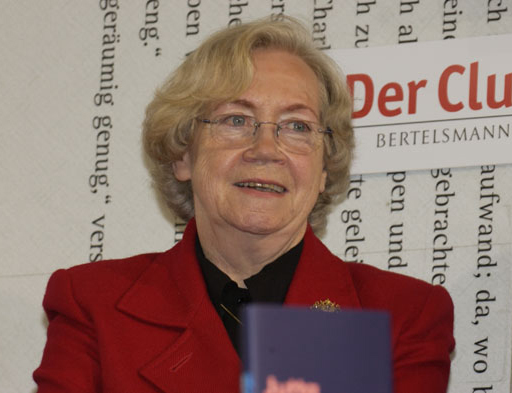
Jutta Limbach (2003)

Jutta Limbach, geborene Jutta Ryneck (* 27. März 1934 in Berlin-Neukölln; † 10. September 2016 ebenda), war eine deutsche Rechtswissenschaftlerin sowie Professorin an der Freien Universität Berlin, Politikerin (SPD) und Berliner Justizsenatorin. Von 1994 bis 2002 war sie Präsidentin des Bundesverfassungsgerichts und von 2002 bis 2008 Präsidentin des Goethe-Instituts.

## Leben
Jutta Rynecks Großmutter Elfriede Ryneck war Mitglied der Weimarer Nationalversammlung und Reichstagsabgeordnete für die SPD, ihr Vater Erich Ryneck (1899–1976) war ebenfalls Sozialdemokrat und von 1946 bis 1948 Bürgermeister des Ostberliner Bezirks Pankow, bevor er mit seiner Familie nach West-Berlin umzog und sein Amt niederlegte. Sie besuchte die Mädchenoberschule und war Schulsprecherin. Das Jurastudium schloss sie 1958 mit dem 1. Staatsexamen, das Referendariat 1962 mit dem 2. Staatsexamen ab. In diesem Jahr trat sie der SPD bei. Von 1963 bis 1966 war sie Akademische Rätin am Fachbereich Rechtswissenschaft der Freien Universität Berlin. 1966 wurde sie dort mit einer Arbeit über die Theorie und Wirklichkeit der GmbH zum Doktor der Rechte promoviert. Ihr Doktorvater war der Jurist und Rechtssoziologe Ernst Eduard Hirsch.
Im Jahr 1971 erfolgte ihre Habilitation mit einer Arbeit über Das gesellschaftliche Handeln, Denken und Wissen im Richterspruch.
1972 nahm Limbach einen Ruf auf eine Professur für Zivilrecht an der Freien Universität Berlin an. 1982 war sie Gastprofessorin in Bremen. Sie war unter anderem im Beirat des Vereins Kontakte-Контакты e. V. – Verein für Kontakte zu Ländern der ehemaligen Sowjetunion (Berlin) ehrenamtlich tätig.
Sie war mit dem Juristen Peter Limbach verheiratet und hatte drei Kinder, darunter den Juristen und Justizminister von Nordrhein-Westfalen im Kabinett Wüst II, Benjamin Limbach. Die Urne Limbachs wurde im engsten Familienkreis auf dem Waldfriedhof Zehlendorf bestattet.

## Leistungen
1987 bis 1989 gehörte sie als Mitglied dem Wissenschaftlichen Beirat für Familienfragen beim Bundesministerium für Familie, Senioren, Frauen und Jugend an. Ab 1987 war Limbach Vorstandsmitglied der Deutschen Gesellschaft für Gesetzgebung und zuletzt Mitglied des Beirats. In den Jahren 1992 und 1993 war sie Mitglied der Gemeinsamen Verfassungskommission des Bundesrats und Deutschen Bundestages.
Nach dem Wahlsieg von Walter Momper bei der Wahl zum Abgeordnetenhaus von Berlin 1989 wurde sie zur Senatorin für Justiz in Berlin berufen. Dieses Amt hatte sie bis 1994 inne. Gleich nach ihrem Amtsantritt musste sie sich mit Hungerstreiks von inhaftierten Terroristen der Roten Armee Fraktion auseinandersetzen. Durch ihre Position der Verständigung – sie traf zwei inhaftierte Frauen zum Gespräch – trug sie maßgeblich zur Beilegung bei. Nach der Wende und friedlichen Revolution in der DDR hatte sie die Aufsicht über die Strafverfolgung der früheren DDR-Staatsspitze wegen des Schießbefehls an der innerdeutschen Grenze.
Im März 1994 wurde sie zunächst zur Vizepräsidentin des Bundesverfassungsgerichts und Vorsitzenden des Zweiten Senats berufen; noch im selben Jahr wurde sie vom Bundestag als Nachfolgerin von Roman Herzog zur Präsidentin des Gerichts ernannt. An der Spitze des Bundesverfassungsgerichts stand sie bis zum Erreichen der Altersgrenze 2002 mit 68 Jahren (§ 4 Abs. 3 BVerfGG).
Von 2002 bis 2008 war sie Präsidentin des Goethe-Instituts.
Seit 2003 war Limbach Vorsitzende der Beratenden Kommission im Zusammenhang mit der Rückgabe NS-verfolgungsbedingt entzogenen Kulturguts, insbesondere aus jüdischem Besitz („Limbach-Kommission“), die sich nach eigenem Verständnis als „vollkommen unabhängig“ agierendes „reines Beratungsgremium“ mit der Restitution von Raubkunst befasst.
Sie war Mitglied im Stiftungsrat des Friedenspreises des Deutschen Buchhandels und bis 2007 Vorsitzende des Deutschen Sprachrats, in dessen Auftrag sie das Buch Ausgewanderte Wörter herausgegeben hat. Seit 2009 war Limbach die Vorsitzende des Medienrats der Medienanstalt Berlin-Brandenburg.
Im Juli 2007 wurde Jutta Limbach für sechs Jahre in den Universitätsrat der Ernst-Moritz-Arndt-Universität Greifswald gewählt, seit 2011 war sie Vorsitzende des Hochschulrates der Kunsthochschule Berlin-Weißensee.

## Auszeichnungen
- 1998: Großes Goldenes Ehrenzeichen am Bande für Verdienste um die Republik Österreich[13]
- 1998: Ehrendoktorwürde der Universität Basel
- 1999: Ernennung zum Honorary Bencher of the Gray’s Inn
- 2000: Mercator-Professur der Universität Duisburg-Essen[14]
- 2001: Marbacher Schillerrede[15]
- 2002: Bundesverdienstkreuz (Großkreuz)[16]
- 2002: Leibniz-Ring-Hannover
- 2002: Schärfste Klinge der Stadt Solingen
- 2002: Ehrendoktorwürde der Erasmus-Universität Rotterdam
- 2002: Ehrendoktorwürde des University College London
- 2003: Ehrendoktorwürde der York University
- 2003: Heinz Herbert Karry-Preis
- 2004: Marie-Juchacz-Plakette der Arbeiterwohlfahrt (AWO)[17]
- 2005: Louise-Schroeder-Medaille
- 2006: Humanismus-Preis des Deutschen Altphilologenverbandes
- 2006: Verdienstmedaille des Landes Baden-Württemberg
- 2008: Ehrendoktorwürde der Universität Bremen
- 2009: Dorothea-Schlözer-Medaille der Universität Göttingen[18]
- 2011: Heinrich-Albertz-Friedenspreis der Arbeiterwohlfahrt (AWO)[19]

## Schriften
- Die empirischen Normaltypen der GmbH und ihr Verhältnis zum Postulat von Herrschaft und Haftung. Duncker & Humblot, Berlin 1966, DNB 481344845 (Dissertation FU Berlin, Juristische Fakultät, 22. Juli 1966, 128 Seiten).
  - auch im Buchhandel als: Theorie und Wirklichkeit der GmbH, Die empirischen Normaltypen der GmbH und ihr Verhältnis zum Postulat von Herrschaft und Haftung. (= Schriftenreihe des Instituts für Rechtssoziologie und Rechtstatsachenforschung an der Freien Universität Berlin (West), Band 2), Duncker & Humblot, Berlin 1966, DNB 457435216
- Ute Gerhard, Jutta Limbach (Hrsg.): Rechtsalltag von Frauen. Suhrkamp, Frankfurt am Main 1988, ISBN 3-518-11423-9.
- Ausgewanderte Wörter. Eine Auswahl der interessantesten Beiträge zur internationalen Ausschreibung »Ausgewanderte Wörter«. In: Jutta Limbach, Deutscher Sprachrat, Goethe-Institut (Hrsg.): Wörter wandern um die Welt. 3. Auflage. Hueber, Ismaning 2008, ISBN 978-3-19-107891-1 (Erstausgabe:  2006, Als Taschenbuch bei Rowohlt, Reinbek bei Hamburg 2007, ISBN 978-3-499-62353-0).
- Eingewanderte Wörter. Hueber Verlag, Ismaning 2008, ISBN 978-3-19-207891-0
- Der Wissenschaftler als Bürger und Beamter. Das Verhältnis von Wissenschaft und Politik, Wallstein, Göttingen 2010, ISBN 978-3-8353-0766-7.
- Wahre Hyänen. Pauline Staegemann und ihr Kampf um die politische Macht der Frauen. Dietz, Bonn 2016, ISBN 978-3-8012-0480-8.